# 馬拉圭河

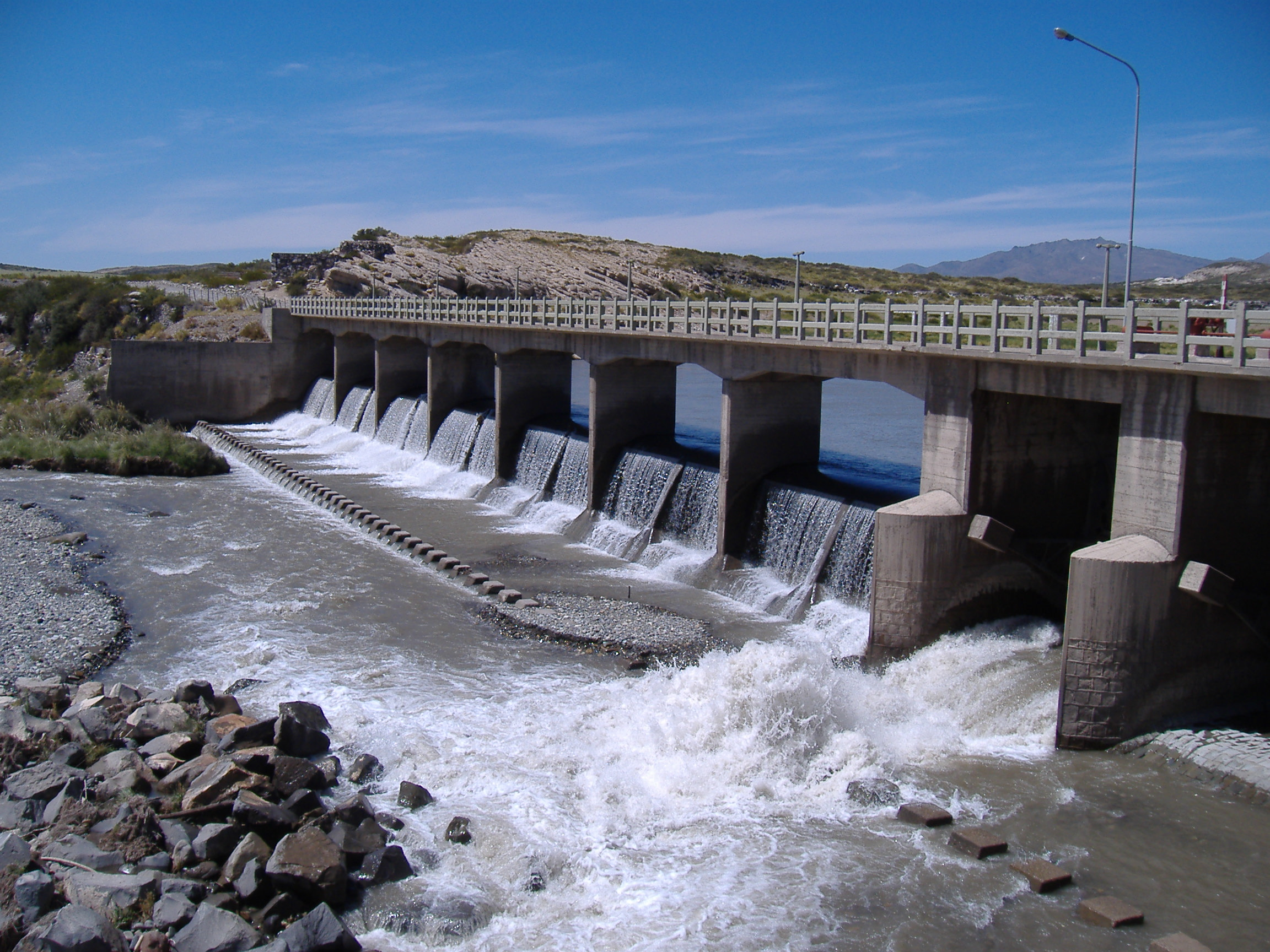
馬拉圭河

馬拉圭河（西班牙語：Río Malargüe）是阿根廷的河流，位於該國西部，由門多薩省負責管轄，流域面積10,602平方公里，發源自安第斯山脈，最終注入揚卡內洛湖。